# L'Évangile du Verseau
 (décembre 2017).
Si vous disposez d'ouvrages ou d'articles de référence ou si vous connaissez des sites web de qualité traitant du thème abordé ici, merci de compléter l'article en donnant les références utiles à sa vérifiabilité et en les liant à la section « Notes et références ».
L'Évangile du Verseau est un livre écrit à la fin du XIXe siècle et publié pour la première fois en 1908 en anglais par Levi H. Dowling, sous le titre original « The Aquarian Age Gospel of Jesus, the Christ of the Piscean Age. Transcribed from the Book of God's Remembrance Known as the Akashic records. ».
Ce titre original en anglais a souvent été abrégé, dans des éditions ultérieures, en « The Aquarian Gospel of Jesus the Christ ».

## Présentation et contextes
Écrit à la manière des évangiles, composé de 22 livres (numérotés avec les 22 lettres hébraïques) et de 182 chapitres, l'évangile du Verseau raconte l'histoire non connue et non officielle de Jésus-Christ. Il y est notamment question de voyages et d'initiations aux Indes (livre 6), au Tibet (livre 7), en Grèce (livre 10), en Égypte (livre 11), etc., durant la période que ne mentionne pas la Bible, comprise entre son enfance et son ministère (aux âges de 12 à 30 ans). À la suite de ces voyages initiatiques, Jésus reçoit la bénédiction du « conseil des 7 sages du monde » qui sont au sommet de la hiérarchie de la sagesse sur Terre et qui orientent et façonnent les religions à chaque nouvelle ère (chapitre 56). Mais constatant un faible niveau de conscience spirituelle de l'humanité, Jésus, se sentant impuissant, ne se reconnaîtra alors devant les maîtres que comme bâtisseur de modèle d'Église qui ne pourrait avoir d'existence véritable que plus tard (chapitre 60, verset 3) avec la venue de l'ère du Verseau (introductions de Eva S. Dowling et notes des éditeurs au chapitre 45, verset 4 sur "la minuit des âges" ou précession des équinoxes concernant les changements d'ère astrologique (zodiaque)).
C'est une œuvre millénariste moderne importante, précurseur dans une conception inter-religieuse de Jésus mais discrète et se présentant comme véritable. Elle inspire périodiquement et richement le courant New Age et est citée par des auteurs et des enseignants ésotériques pratiquant le channeling et les théories de l'ère du Verseau comme Miceal Ledwith ou  plus antérieurement Paul Le Cour. Elle va dans le sens d'une remise en question radicale et d'un discrédit violent, bien que peu référencé dans ses accusations historiques, porté sur les religions monothéistes traditionnelles qui sont tenues pour menteuses et falsificatrices et auxquelles une authentique révélation sur l'identité de Jésus, d'un « Dieu-Père » et d'un « Dieu-Mère » peut se substituer ou reprendre sa place (un peu à la façon du Da Vinci Code).
L'évangile du Verseau rejoint les principes de la Société de Théosophie qui énonce l'idée d'une ère spirituelle nouvelle (Verseau) souvent entendue comme s'accompagnant d'un nouvel ordre cosmique et mondial où se révèle un Christ ouvert sur toute doctrine et qui en permet la médiation spirituelle et sociale (ce même concept est considéré comme étant la manifestation trompeuse de l'Antéchrist par la critique se référant à Apocalypse ou à la figure du Dajjal connue de l'Islam). Cependant il dégage les fondements d'un fort sentiment antireligieux envers les grands courants monothéistes traditionnels et même un antisémitisme propre à la session New Age et à ses nouvelles formes de supersessionisme et de dispensationalisme (se confondant même dans ses grandes étapes eschatologiques avec l'évangélisme et le sionisme chrétien). Jésus évoque notamment dans cet évangile « l'exclusivité » et « l'étroitesse de la pensée juive » qui l'empêche de reconnaître sa « fraternité » avec le monde (Chapitre 17, versets 7). Il décide donc de quitter  « le mur que les juifs ont construit autour d'eux-mêmes » pour aller  « prendre contact avec sa parenté dans les autres pays de la terre de [son] Père (Dieu) » (Chapitre 17, versets 8) et commence ainsi son œuvre de prise de connaissance et d'unification spirituelle envisagée par la théosophie.
La virulence contre la religion traditionnelle issue de l'évangile du Verseau va tout autant dans le sens de documents conspirationnistes comme Zeitgeist, the Movie (auteur inconnu) qui s'adressent aux adeptes de la théorie du complot (souvent jeunes et qui n'ont parfois aucune autre référence religieuse ni historique). Elle les invite à rejoindre par eux-mêmes et de fait le Nouvel Age dans sa lutte exacerbée contre les instances religieuses et conspiratrices entremêlées (Franc-maçonnerie, banquiers internationaux, jésuites...). Mais ces documents adoptent paradoxalement une symbolique maçonnique (ou paramaçonnique) propre à la Société théosophique et ses degrés d'initiations relatés dans l'Évangile du Verseau et qui sont réinvestis sur un mode naïf par Zeitgeist (l'origine des vierges noires surmontant par le culte marial les vestiges du culte de Diane comme d'Isis  ou  encore le choix du 25 décembre pour symboliser la nativité n'est pas ignoré dans la catéchèse). 
Le livre introduit aussi l'idée d'une puissante et complexe hiérarchie de la sagesse (ou des « maîtres de sagesse ») dont la conscience est atteinte par un retour initiatique en Égypte où sont dispensés les grades ultimes, mais aussi auprès des systèmes et des mystères des anciens dieux et des nouvelles entités mystiques qui peuvent accompagner l'acquisition des savoirs et des révélations de l'impétrant. Le Christ du New Age, en rupture fondamentale avec celui des évangiles canoniques (sur la réincarnation, l'initiation maçonnique, l'intérêt des oracles, la dévalorisation de l'Homme pour sanctionner l'inexistence de l'Église Universelle, le côtoiement de déités, la médiumnité...), intégrant et s'inspirant de toute religion et philosophie, trouve son évangile primordial, exhaustif et mystérieux dans l'Évangile du Verseau.

## Un récit nouveau de la vie de Jésus-Christ
L'auteur, Levi H. Dowling, aurait lu le « livre de vie » et l'œuvre qu'il allait en faire (l'évangile du Verseau) aurait été prophétisée il y a 2000 ans à l'époque de Jésus par « Elihu », afin que soit rétablie la vérité aux temps venus (chapitre 7, versets 11 et 12). Dowling aurait eu la faculté de lire l'Histoire dans les « annales akashiques » (issu du sanskrit "akasha") qui est la "substance première" où s'inscrit la mémoire de toute chose. C'est ainsi qu'il aurait fait part de la vie de Jésus-Christ et d'un ordre d'initiés et d'initiation à la sagesse qu'il révèle au lecteur.
Plusieurs leçons et mystères qui auraient été instruits à Jésus durant son enfance, ainsi qu'à sa mère (Marie) et sa tante (Élisabeth, mère de Jean le Baptiste) à Tsoan (Zoan) en Égypte lors de la fuite, y sont rapportés (chapitres 7 à 12 : leçons d'Elihu et Salomé : l'unité de la vie, le Diable, l'amour sauveur des hommes, philosophie des sautes d'humeur, le dieu Tao, les préceptes de Bouddha, les mystères d'Égypte, la prière...). Elihu aurait été un maître enseignant des doctrines tel que la préparation de « l'Homme parfait », dans le « bois sacré » près de Tsoan, mais il n'est cependant pas un personnage connu des théologiens ni des historiens et ne doit pas être confondu avec Elihou le contemporain du patriarche Job. 
Les autres initiations au cours de ses voyages à l'âge adulte et jusqu'à sa trentième année (chapitres 21 à 55) sont plus complexes et Jésus doit les franchir activement tout autant que spirituellement. Il révélera alors la fin de plusieurs religions et philosophies en brisant chaque mystère ou paradoxe :
- Il répudie les castes en Inde
- Il contredit la doctrine bouddhiste de l'évolution (et énonce la même conception de la réincarnation que celle de la théosophie, sans régression possible vers les stades ni espèces dites inférieurs, chapitre 32)
- Il enseigne les mages en Perse (les Rois mages qui l'avaient visité à sa naissance)
- Il est reconnu en Grèce par l'oracle de Delphes comme étant le nouvel « oracle vivant de Dieu, le logos descendu sur Terre » (chapitre 45, verset 5). Jésus explique à Apollonius le phénomène de cet oracle ancien de Delphes auquel il va se « substituer ». Il honore « la sagesse incomparable des maîtres de l'intelligence grecque » par qui l'oracle s'est formé durant une ère et il félicite le monde grec d'être  « le champion de la liberté et du droit » (chapitre 46, verset 9). Cependant il intervertit et revisite l'une des célèbres prophéties oraculaire apocryphes pré-chrétiennes : la Sibylle de Tibur prédisant la venue d'un grand Messie maltraité, revenant glorieusement, combattant l'Antéchrist, les barbares et convertissant les juifs, avec la Sibylle dite la Pythie de Delphes, elle aussi dévouée à Apollon mais dont on ne connaît pas de prophétie sur les chrétiens. La prophétie chrétienne de l'oracle de la Sibylle tiburtine, souvent remise en doute elle aussi dans son authenticité et dans ses ajouts successifs, est rapportée dans le Mirabilis Liber, Livre Merveilleux, recueil de référence des prophéties chrétiennes populaires, compilé et édité pour la première fois en 1522.
- Il passe et reçoit les 7 grades de confraternité en Égypte (jusqu'à celui suprême de Christ) et reçoit son nom du hiérophante (rite maçonnique égyptien) duquel il est l'élève.

 « Le conseil des sept sages » reconnaît alors en Jésus : « le chef de tous les sages du monde » (chapitre 59, verset 5). Mais l'humanité n'est pas considérée comme « assez avancée dans la pensée sacrée pour comprendre l'Église Universelle » (60:3) et Jésus annonce qu'il ne sera que « bâtisseur de modèle », de « maquette » à défaut de ne pouvoir créer pour l'instant une Église véritable « pour cet âge » (60:3).
Il retournera alors en Galilée et commencera son ministère (chapitres 65 à 180) à la suite de celui de « Jean le précurseur » (chapitres 61 à 64).
Les chapitres 181 et 182 sont consacrés à l'édification de l'Eglise par les apôtres qui n'ont pas connu de peur avant la pentecôte, mais de la joie puisque Jésus s'était « pleinement matérialisé » à beaucoup de « christiens » lors de sa résurrection (chapitres 172 à 180).
Beaucoup de passages de cet évangile ne correspondent pas au récit canonique et en montrent des différences plus ou moins subtiles, parfois grossières, que ce soit dans l'identité des personnages ou la narration symbolique. Ainsi, le porteur d'eau ou d'amphore (annoté comme « symbole du Verseau », chapitre 160, verset 4) que doivent trouver et suivre les apôtres afin de rencontrer son maître pour préparer la Pâque de Jésus (Luc 22:10-11 ; Marc 13:13-14) - qui sera par ailleurs son dernier repas où se produira la Cène - n'est plus un serviteur mais le maître de maison lui-même et qui n'est finalement autre que Nicodème (présenté avec l'éloquente formule comme « un chef des juifs qui est cependant un homme de Dieu » au même verset). Le porteur d'eau, qui est d'ordinaire un serviteur prend ici à contre-sens le statut de maître. C'est en effet tout le sens de la symbolique New Age : l'ère du Verseau fait de chaque homme un maître et l'évangile du Verseau en poursuit tout du long la théologie.

## Éditions diverses
- The Aquarian Age Gospel of Jesus, the Christ of the Piscean Age. Transcribed from the Book of God's Remembrance Known as the Akashic records, éditeur non connu, Los Angeles, 1908, pagination non connue.
- The Aquarian Gospel of Jesus the Christ. The philosophic and practical basis of the religion of the aquarian age of the world and of the church universal. Transcribed from the book of God’s remembrances, known as the Akashic records, by Levi. With introduction by Eva S. Dowling., éditions N. Fowler & Co., Londres, 1911, 260 p.

### Éditions françaises
- L'Évangile du Verseau, avec l'admirable histoire de l'adolescence de Jésus et de ses rapports personnels avec les détenteurs de la sagesse indo-égyptienne : transcrit du Livre de la Souvenance de Dieu par Louis Colombelle. Traduit et adapté de la version anglaise des “Akashic Records” selon L. Dowling, Éditions Leymarie, Paris, 1939, 262 pages.
- L'Évangile du Verseau, avec l'admirable histoire de l'adolescence de Jésus et de ses rapports personnels avec les détenteurs de la sagesse indo-égyptienne : transcrit du Livre de la Souvenance de Dieu par Louis Colombelle. Traduit et adapté de la version anglaise des “Akashic Records” selon L. Dowling. – Quatrième édition, Éditions Leymarie, Paris, 1951, 262 pages.
- L'Évangile du Verseau (traduit de l'anglais par Jacques Weiss[3]), éditions Leymarie, Paris, 1984, XV-303 p.,  (ISBN 2-86579-003-7).
- L'Évangile du Verseau (traduit de l'anglais par Jacques Weiss, avec une introduction de Eva S. Dowling), éditions Leymarie, Paris, 1991, 303 p., [ISBN erroné selon le catalogue BN-Opale Plus de la Bibliothèque nationale de France].